# Tunelul Behringen
Tunelul Behringen (denumit oficial în germană Tunnel Behringen), este situat între Arnstadt și Ilmenau, lângă Behringen, în Turingia. Este alcătuit din două tuneluri lungi de 465 m pentru benzile autostrăzii  A 71 Erfurt-Schweinfurt și un al treilea tub pentru noua linie de cale ferată de mare viteză Erfurt–Ebensfeld, care este unică în Germania.
Tunelul traversează pe sub Osterberg, o mică creastă montană împădurită și capătul lui Reinsberge, având un acoperământ între 13 m și 31 m. 
În partea de sud urmează imediat tunelurile Alte Burg și Rennsteig, la nord tunelul Schmücke.
Construcția tunelului este prezentată în Muzeul tunelului Niederwillingen.

## Tunelul rutier

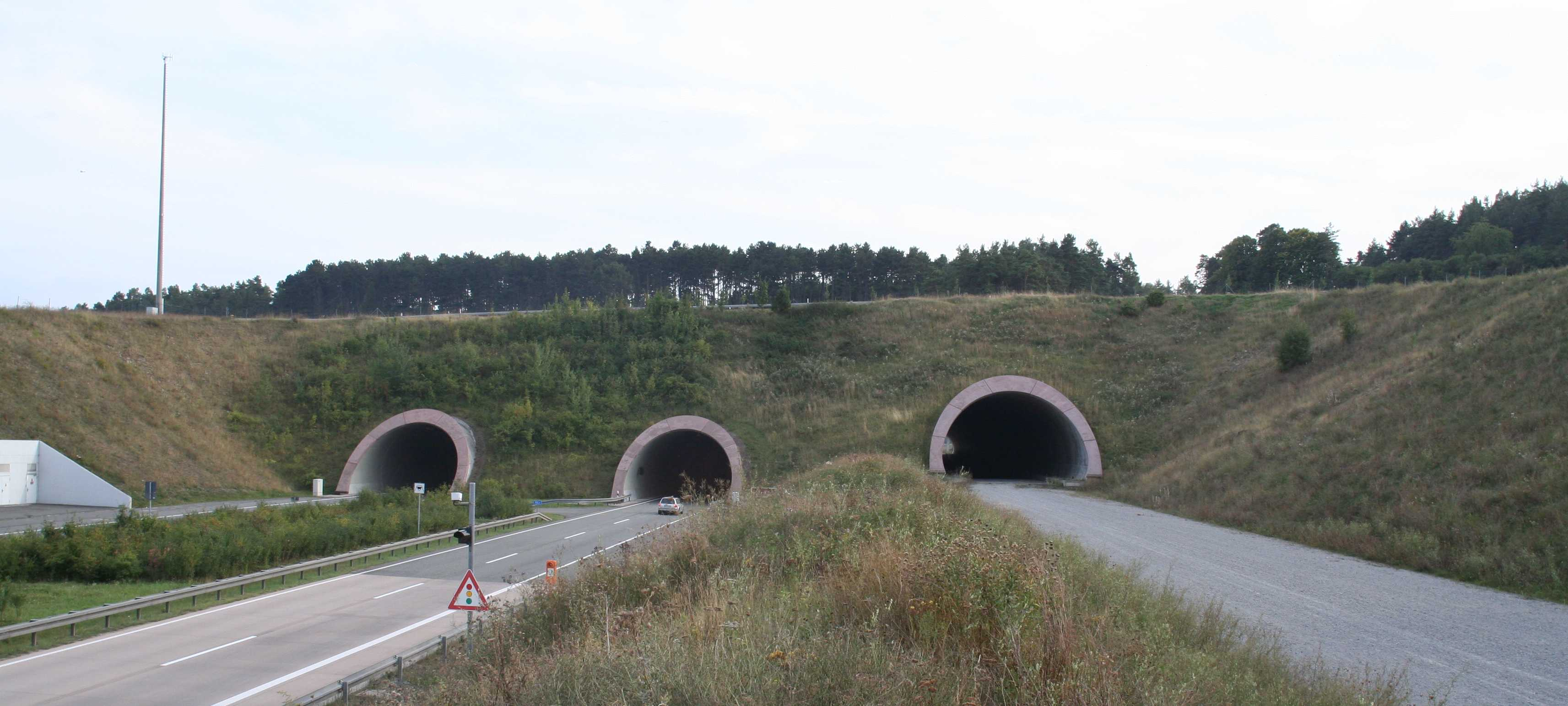
Tunelul Behringen, portalul nordic (2006)

Tunelul de autostradă se găsește la km 92,5 între nodurile Arnstadt-Süd și Stadtilm. Distanța dintre tuburi este de aproximativ 25 m. Fiecare tub are o înălțime de 4,5 m și o lățime de 9,5 m, care este împărțit în două benzi de 3,5 m lățime, benzi de margine de 0,25 m și trotuare de urgență pe ambele părți, largi de 1,0 m.
Construcția tunelului a fost realizată mecanic cu excavatoare și beton torcretat conform noii metode austriac de construcție a tunelurilor. Tuburile au fost construite începând de la portalul nordic. Suprafața standard a secțiunii transversale este de 80,5 m², materialul excavat fiind inclus în secțiunile ulterioare ale traseului. Tuburile sunt ventilate natural. Tunelul a fost finalizat în 1998.

## Tunelul feroviar
Tunelul feroviar cu linie dublă, are lungimea de 463 m, este situat la aproximativ 44 m la vest de tunelul autostrăzii, între kilometrii de traseu 163 și 165. Secțiunea transversală standard a tunelului cu o lățime de maxim 13 m este de 101 m². Tunelul are astfel în secțiune transversală 4,70 m de între șine, care nu este folosită de linia de cale ferată finalizată.
Celelalte tuneluri din tronsonul Turingian al liniei de mare viteză au o secțiune transversală redusă la 92 m² pentru o distanță între șini de 4,50 m, care datează de la o modificare a planului din 1998. Nu există o ieșire de urgență.
Tunelul a fost construit în aceeași perioadă și cu aceeași tehnologie ca și pentru autostradă. Începutul lucrărilor la tunel au avut loc pe 7 martie 1997. Pe 22 august 1997, la 1:34 p.m., tunelul a fost simbolic străpuns. Lungimea structurii este de 463 m, acoperământul până la 16 m.
Structura a fost nefolosită ani de zile de la finalizare. În vederea punerii în funcțiune a traseului, tunelul s-a dotat cu o cale rigidă care poate fi folosită și de vehiculele rutiere. Punerea în funcțiune pentru trafic regulat a avut loc în cadrul inaugurării traseului dintre Ebensfeld și Erfurt pe 10 decembrie 2017.